# Lijst van afleveringen van Law & Order: Special Victims Unit (seizoen 3)
Dit artikel vat het derde seizoen van Law & Order: Special Victims Unit samen.

## Hoofdrollen
- Christopher Meloni - rechercheur Elliot Stabler
- Mariska Hargitay - rechercheur Olivia Benson
- Richard Belzer - rechercheur John Munch
- Michelle Hurd - rechercheur Monique Jefferies
- Ice-T - rechercheur Fin Tutuola
- Dann Florek - hoofd recherche Donald Cragen
- Stephanie March - assistent officier van justitie Alexandra Cabot

## Terugkerende rollen
- Tamara Tunie - dr. Melinda Warner
- BD Wong - dr. George Huang
- Lance Reddick - dr. Taylor
- Daniel Sunjata - forensisch onderzoeker Burt Trevor
- Joel de la Fuente - forensisch onderzoeker Ruben Morales
- Robert John Burke - hoofd interne zaken Ed Tucker
- Isabel Gillies - Kathy Stabler
- Erin Broderick - Maureen Stabler
- Allison Siko - Kathleen Stabler
- Judith Light - rechter Elizabeth Donnelly
- Joanna Merlin - rechter Lena Petrovsky
- Harvey Atkin - rechter Alan Ridenour
- Tom O'Rourke - rechter Mark Seligman
- David Lipman - rechter Arthur Cohen

## Afleveringen
| Aflevering | Titel        | Schrijver                                       | Regie                | Uitzenddatum VS   | Selectie gastrollen |
| --- | ------------ | ----------------------------------------------- | -------------------- | ----------------- | --- |
| 1. | Repression   | Marilyn Osborn                                  | Henry Bronchtein     | 28 september 2001 | Kelly Hutchinson - Meghan Ramsey Amy Irving - Rebecca Ramsey Brian Kerwin - Evan Ramsey Blythe Auffarth - Jody Ramsey Sarah Hyland - Lily Ramsey                                       |
| Meghan Ramsey is onder behandeling bij de psychiater en zij komen tot ontdekking dat Meghan in haar jeugd seksueel misbruikt is door haar vader. Meghan gaat naar de politie en doet aangifte van haar misbruik om zo haar kleinere zusje te beschermen. Benson en Stabler nemen haar verklaring op en gaan op onderzoek uit, zij gaan eerst praten met de moeder. Zij gelooft het eerst niet, maar uiteindelijk keert de hele familie zich tegen de vader. Als de vader vermoord wordt, wordt de hele familie verdacht van deze moord. Uiteindelijk bekent de zus van Meghan haar vader per ongeluk te hebben doodgeschoten. Als klap op de vuurpijl blijkt dat Meghan nog maagd is en dat de psychiater haar door middel van dubieuze therapieën met natriumpenthotal in de waan gebracht heeft dat ze is misbruikt. De rechercheurs arresteren de psychiater voor gevaarlijk handelen met de dood tot gevolg. |              |                                                 |                      |                   | |
| 2. | Wrath        | Judy McCreary                                   | Jean de Segonzac     | 5 oktober 2001    | John Doman - agent Rod Franklin Ned Eisenberg - Roger Kressler Lee Shepherd - mr. Platt Richard Joseph Paul - Adam Cordell Justin Kirk - Eric Plummer Orlagh Cassidy - Valerie Plummer |
| Drie mensen die niet met elkaar in verband staan worden op rituele wijze vermoord. Benson en Stabler gaan op onderzoek uit en komen tot ontdekking dat de slachtoffers in connectie staan met eerdere zaken van Benson. Zij komen uit bij Eric Plummer, hij heeft uit wraak gehandeld omdat hij door Benson zeven jaar lang in de gevangenis is beland voor een misdaad die hij niet gepleegd had. Plummer neemt vervolgens een vrouw in gijzeling en dwingt Benson hiermee tot een confrontatie. Hij doet alsof hij de vrouw wil doden maar verklaart dat zijn revolver niet geladen is, waarop Benson het zekere voor het onzekere moet nemen en hem doodt. Het pistool blijkt inderdaad niet geladen en Plummer heeft derhalve zijn zin en zijn wraak: hij heeft Benson gedwongen hem 'onterecht' neer te schieten. |              |                                                 |                      |                   | |
| 3. | Stolen       | Jonathan Greene Robert F. Campbell              | James Quinn          | 3 november 2000   | Celia Weston - Margaret Talmadge John Seitz - Herbert Talmadge Ted King - Tony Daricek Bruce Altman - Mark Sanford Kerri Green - Michelle                                              |
| Als een baby ontvoerd wordt vanuit een supermarkt gaan Benson en Stabler op onderzoek uit. Hun onderzoek leidt hen naar de advocaat Mark Sanford die gespecialiseerd is in adoptiezaken met dubieuze achtergronden. De baby is hiermee teruggevonden en wordt door de ouders liefdevol in de armen gesloten, maar de rechercheurs graven dieper omdat wellicht meer adopties dubieus zijn. Het verdere onderzoek naar deze advocaat opent een twaalf jaar oude zaak die toen behandeld is door Don Cragen en zijn vroegere partner Max Greevey. Deze zaak ging over een vermist kind van een vermoorde moeder. Cragen en Munch gaan nu de rechercheurs helpen om deze zaak alsnog op te lossen. Het kind wordt getraceerd, waarop zijn biologische vader de voogdij opeist en de adoptiefouders deze niet willen opgeven. Uiteindelijk wint de biologische vader, maar hij gaat direct met de adoptiefouders in gesprek. De dader blijkt de ex-vrouw / toenmalige vriendin van de biologische vader, die de moeder had vermoord en het kind namens haar bij Sanford ter adoptie had afgestaan. |              |                                                 |                      |                   | |
| 4. | Rooftop      | Neal Baer Robert F. Campbell Jonathan Greene    | Steve Shill          | 19 oktober 2001   | Asio Highsmith - Malik Harris Todd Williams - Rodney Thompson Mylika Davis - Shareen White Adriane Lenox - Alva Tate                                                                   |
| Er vinden verkrachtingen plaats in een Afro-Amerikaanse wijk die steeds gewelddadiger worden. Benson en Stabler gaan op onderzoek uit en zij verdenken al snel een bekende ex-veroordeelde seksmisdadiger die pas op vrije voeten is, maar hij overlijdt aan een overdosis en wordt gevonden op een dak van een appartementencomplex. De verkrachtingen gaan door en de dochter van een oude vriend van Tutuola wordt vermoord. De rechercheurs kunnen maar geen verdachte vinden en de broer van het laatste slachtoffer, die Tutuola kent, beschuldigt de politie van missing white woman syndrome. Als er dan nog een slachtoffer valt kunnen de rechercheurs dankzij de bewijzen eindelijk een verdachte arresteren. Ze hebben zijn DNA nodig om dit aan het aangetroffen sperma te linken maar de man wil niet meewerken. Ze krijgen DNA door de zonnebril van de verdachte te vernielen en huidcellen op het neusstuk te analyseren maar de rechter staat dit bewijs niet toe omdat de politie het op onrechtmatige wijze heeft gekregen. Dan valt de broer van het laatste slachtoffer de verdachte aan die hem in de arm bijt, en DNA uit het speeksel is een perfecte match met het sperma. |              |                                                 |                      |                   | |
| 5. | Tangled      | Lisa Marie Petersen Dawn DeNoon                 | Jean de Segonzac     | 26 oktober 2001   | Lisa Eichhorn - Peyton Kleberg Geoffrey Wigdor - Jesse Kleberg Liza Weil - Lara Todd                                                                                                   |
| Een bekende dokter wordt vermoord en zijn vrouw wordt verkracht. Benson en Stabler gaan op onderzoek uit en ondervragen de vervreemde en moeilijke zoon van de dokter uit een eerder huwelijk. Ook hebben zij interesse in een voormalige patiënt van de dokter die een wrok tegen de dokter koesterde. Maar dan valt de verkrachter de voormalige minnares van de dokter aan en de rechercheurs beseffen dan dat de vrouw en minnares meer weten dan dat ze willen zeggen. Aanvankelijk leiden de sporen naar Vincent, een flatgenoot van de minnares Lara. Lara beweert dat Vincent een obsessieve stalker is, het lijkt erop dat hij obsessief verliefd was op Lara en daarom de dokter uit de weg wilde ruimen waarbij diens vrouw toevallig op de verkeerde plaats was. Lara doodt vervolgens Vincent met diens eigen wapen en het ziet ernaar uit dat ze wegens noodweer vrijuit gaat. Maar dan duikt een video op waaruit blijkt dat Lara Vincent opdracht tot de moord had gegeven. Lara zelf bekent het de rest van het verhaal: de dokter had haar geld gegeven om Vincent te betalen voor de moord op de vrouw, waarna Vincent echter een eigen plan volgde, de dokter in plaats van diens vrouw doodde en de vrouw verkrachtte, en Lara met haar medeplichtigheid chanteerde zodat ze seks zou hebben. Het plan bleek afkomstig van de dokter, het beoogde slachtoffer was diens vrouw. |              |                                                 |                      |                   | |
| 6. | Redemption   | Jeff Eckerle                                    | Ted Kotcheff         | 2 november 2001   | David Keith - rechercheur John 'Hawk' Hawkins Kevin Chamberlin - Roger Berry Ken Marks - Arthur 'Artie' Blessard Michael E. Knight - David Steadman Anne Pitoniak - mevr. Berry        |
| Stabler en Benson proberen een serieverkrachter en moordenaar te pakken te krijgen, zij krijgen hulp van de oude partner van Stabler John Hawkins. Hawkins is een onstabiele 'cowboy' politieagent met zijn eigen methodes. Zij verdenken een pas vrijgelaten gevangene die een aantal jaren geleden opgepakt was door Hawkins. Dan ontdekken zij dat de dader iemand anders is en dat de pas vrijgelaten gevangene onschuldig vast heeft gezeten, dit betekent dat Hawkins verantwoordelijk is dat een onschuldige zoveel jaar vast heeft gezeten, en dat de werkelijke dader nog meer moorden kon plegen. Hawkins zweert deze keer wel de dader te vinden. De seriemoordenaar blijkt in totaal 7 verkrachtingsmoorden te hebben gepleegd, Dr. Huang vermoedt uit de geraffineerde MO dat het een intelligent hoogopgeleid persoon moet zijn. Sperma op een van de eerste slachtoffers leidt naar de ware dader: de belastinginspecteur Arthur Blessard, die bovendien de politie opzettelijk misleidde om een onschuldige voor zijn misdaden op te laten draaien. Stabler kan Hawkins er maar net van weerhouden het recht in eigen hand te nemen, en samen arresteren ze Blessard. |              |                                                 |                      |                   | |
| 7. | Sacrifice    | Javier Grillo-Marxuach                          | Lesli Linka Glatter  | 9 november 2001   | Mark-Paul Gosselaar - Wesley Jansen / Peter Ivanhoe Elizabeth Banks - Jaina Jansen Audrey Twitchell - Mara Jansen Luke Reilly - Chester Jansen Mia Dillon - mevr. Jansen               |
| Als een onbekende man neergeschoten en seksueel misbruikt wordt gevonden in een steeg achter een homobar gaan Benson en Stabler op onderzoek uit. Als het slachtoffer geïdentificeerd wordt ontdekken de rechercheurs dat hij en zijn vrouw een dochter hebben die lijdt aan taaislijmziekte en dat zij in de pornografie werken om de medicijnen te kunnen betalen. De hoofdgetuige, een afkickende drugsgebruiker, werkt rechercheur Fin flink op zijn zenuwen omdat hij hem herinnerd aan zijn politiewerk. Uiteindelijk blijken het slachtoffer en zijn vrouw in de porno-industrie te werken om de torenhoge medische rekeningen van hun dochtertje te kunnen betalen. De vrouw wordt echter door haar regisseur in een wurggreep gehouden omdat zij zijn grote ster is. De man en het dochtertje stonden hier in de weg en daarom is de regisseur de eerste verdachte. Dan wordt ook de regisseur doodgeschoten en het slachtoffer is ineens zelf verdachte. De vrouw blijkt de dader: ze had hogere ambities in de porno-industrie en als ze haar man voor de moord kon laten opdraaien konden haar schoonouders voor haar dochtertje zorgen, terwijl ze zelf van allemaal verlost was en in Las Vegas een pornoster zou worden. |              |                                                 |                      |                   | |
| 8. | Inheritance  | Kathy Ebel                                      | Juan José Campanella | 16 november 2001  | Marcus Chong - Darrell Guan Wai Ching Ho - Susan Guan Diane Baker - Margo Nelson Nelson Lee - Johnny Chen Ron Leibman - Stan Villani                                                   |
| Als een jonge Aziatische vrouw in elkaar geslagen en verkracht wordt gevonden, bij een gebouw waar een inbraak plaats heeft gevonden, gaan Benson en Stabler op onderzoek uit. Zij denken eerst dat het gepleegd is door een Aziatische bende die de loyaliteit van het slachtoffer in twijfel bracht. Als er nog een slachtoffer gevonden wordt dan komen zij een andere verdachte op het spoor genaamd Darrell Guan. Guan werd heel zijn jeugd genegeerd door zijn Chinese familie omdat hij een product is van een verkrachting en omdat hij een Afro-Amerikaans uiterlijk heeft. Dit leidde tot een haat tegen de Chinese cultuur, waarin hij is opgegroeid maar die hem tegelijkertijd ook buitensloot. Benson neemt deze zaak zeer persoonlijk op omdat zij ook door een verkrachting op de wereld is. In de rechtszaak wordt nu door de verdediging beweerd dat Guan door genetische aanleg een misdadiger is geworden (zowel vader als zoon hadden een defect gen). Het OM voert aan dat mensen ongeacht hun genetische achtergrond verantwoordelijk zijn voor hun gedrag. Guan wordt veroordeeld. |              |                                                 |                      |                   | |
| 9. | Care         | Dawn DeNoon Lisa Marie Petersen                 | Gloria Muzio         | 23 november 2001  | Fernando López - forensisch onderzoeker Piper Laurie - Dorothy Rudd Colin Fickes - Glenn Rudd Kathleen Wilhoite - Jane Rudd                                                            |
| Als een vijfjarig pleegkind, Cassie, doodgeslagen wordt gevonden gaan Benson en Stabler op onderzoek uit. Zij onderzoeken haar biologische familie en ontdekken dat haar moeder haar altijd terug wilde hebben van haar pleegmoeder en pleegoma Rudd. Dan onderzoeken zij Glenn, de in zich zelf gekeerde pleegbroer van het slachtoffer, Cragen probeert hem te bereiken met behulp van een videospel. In dit spelletje moet een held een prinses redden van een gorgoon, en Glenn identificeert zich met de held en Cassie met de prinses. De gorgoon blijkt oma Rudd, die haar pleegkinderen stelselmatig mishandelde. Cassie was zo eigenzinnig dat oma Rudd haar vastbond en een volle dag mishandelde door haar met haar stok te slaan, tot ze aan de mishandeling overleed. Oma Rudd wordt veroordeeld, mede doordat Glenn en de pleegmoeder tegen haar getuigen. De twee andere meisjes worden herenigd met hun biologische moeder maar voor Glenn is er niemand: hij wordt in weer een ander pleeggezin geplaatst. |              |                                                 |                      |                   | |
| 10. | Ridicule     | Judy McCreary                                   | Constantine Makris   | 14 december 2001  | Dianne Wiest - officier van justitie Nora Lewin Paige Turco - Pam Adler Diane Neal - Amelia Chase Pete Starrett - Peter Smith Ron Leibman - Stan Villani                               |
| Het lichaam van een jonge vrouw wordt gevonden door waarschijnlijk een ongeluk met wurgseks. Benson en Stabler gaan op onderzoek uit en komen uit bij de mannelijke stripper Peter Smith. Hij verklaart dat hij pas verkracht werd door drie vrouwen op een vrijgezellenfeest, het slachtoffer was er een van samen met twee bevriende advocates, Amelia Chase en Pam Adler. Peter werd door hen met handboeien aan bed vastgeketend en verkracht. Uiteindelijk blijkt dat het slachtoffer de waarheid aan de politie wilde vertellen over wat er gebeurd was, en door verwurging door de andere twee om het leven is gebracht waarna ze de moord als auto-erotisch ongeval maskeerden. Dit leidt hen naar Ameila Chase die van wurgseks houdt, en al snel sluit ze een deal: strafkorting voor de verkrachting en de moord in ruil voor haar verklaring. De verkrachtingszaak wordt een fiasco, omdat de jury er niet van kan worden overtuigd dat een vrouw een man kan verkrachten. De getuigenverklaring van Amelia Chase is echter een doorbraak in de moordzaak. |              |                                                 |                      |                   | |
| 11. | Monogamy     | Tara Butters Michele Fazekas                    | Constantine Makris   | 26 januari 2001   | John Ritter - dr. Richard Manning Tricia Paoluccio - Nicole Manning Marianne Hagan - Erin Sena Bobby Cannavale - Kyle Novacek                                                          |
| Als een hoogzwangere vrouw aangevallen wordt in een parkeergarage en haar foetus wordt uit haar buik gesneden gaan Benson en Stabler op onderzoek uit. De eerste prioriteit is het vinden van de foetus en hopen dat het nog leeft. Haar echtgenoot lijkt geschokt op het gebeuren, maar dan ontdekken de rechercheurs dat de vrouw een affaire had met een bouwvakker. Hun aandacht gaat uit naar haar man die als werk een psychiater is en waarschijnlijk meer weet van de aanval dan dat hij laat blijken. Al snel blijkt dat hij de aanval had gepleegd en de baby had gedood, wat leidt tot een discussie of de baby dood of levend ter wereld was gekomen. Slechts in het laatste geval kan er sprake zijn van moord. Uiteindelijk blijkt uit DNA-onderzoek dat de baby niet van de bouwvakker was en de man dus waarschijnlijk zijn eigen kind gedood had. Hij is kapot van verdriet en als Cabot hem vraagt of het kindje huilde zegt hij: 'Maar een klein beetje', hiermee de moord op zijn eigen kind bekennend. |              |                                                 |                      |                   | |
| 12. | Protection   | Robert F. Campbell Jonathan Greene              | Alex Zakrzewski      | 11 januari 2002   | Elpidia Carrillo - Maria Ramos Jean-Luke Figueroa - Luis Ramos David Zayas - rechercheur Milton Liz Larsen - advocate Regal                                                            |
| Een moeder brengt zijn zesjarige zoon binnen bij de spoedeisende hulp nadat hij neergeschoten is. Als Benson en Stabler het komen onderzoeken komen zij erachter dat de moeder verdwenen is nadat zij een valse naam opgegeven heeft. Zij willen de moeder en oudere broer vinden van het slachtoffer om zo de dader te vinden. Het wordt al snel duidelijk dat de hele familie in levensgevaar verkeerd. Het slachtoffer wordt met een kussen verstikt in het ziekenhuis en er wordt tijdens zijn begrafenis een aanslag gepleegd. Uiteindelijk blijkt dat Fredo de ex-vriend van de moeder, een drugsbaas, de aanslagen op de familie beraamt omdat zijn getuigen waren van een moord op een van zijn dealers. De moeder is doodsbang omdat zelfs de politie haar niet kan beschermen en besluit het recht in eigen hand te nemen. Ze schiet Fredo in zijn been en kan er maar net van weerhouden worden hem te doden. |              |                                                 |                      |                   | |
| 13. | Prodigy      | Dawn DeNoon Lisa Marie Petersen                 | Steve Shill          | 18 januari 2002   | Michael Pitt - Harry Baker Brian Sullivan - Joe Poletti Mike Doyle - medisch onderzoeker Karlan                                                                                        |
| Als een man en vrouw doodgestoken worden gevonden in een park bij waarschijnlijk een romantisch afspraakje gaan Benson en Stabler op onderzoek uit. Het hoofd en handen van de vrouw worden vermist en dat maakt identificatie moeilijk. Zij ontdekken al snel dat de misdaadplek in scène is gezet en dat de vrouw een politieagente bij de dierenpolitie was. Dit leidt hen naar verschillende mogelijke daders, zowel bij de dierenpolitie als bij de tegenstanders, en een jonge sociopaat die een moeilijke relatie had met het slachtoffer. De dader is een collega van de dierenpolitie wiens antecedenten niet waren nagetrokken. Hadden ze dat wel gedaan, dan hadden ze geweten dat de man 12 jaar gevangenisstraf had uitgezeten voor meerdere verkrachtingen. De vrouw bleek opzettelijk het park ingelokt te zijn om daar verkracht en vermoord te worden, het mannelijke slachtoffer was een ongelukkige getuige die het zwijgen moest worden opgelegd. |              |                                                 |                      |                   | |
| 14. | Counterfeit  | Amanda Green                                    | Arthur W. Forney     | 25 januari 2002   | Michael O'Keefe - politieagent Marcosi Khrystyne Haje - Francesca Jesner Armand Schultz - Kevin Ragolia                                                                                |
| Het lichaam van een vrouw wordt gevonden bij haar auto nadat zij verkracht is. Omdat Munch op krukken loopt wordt Fin samen met Benson op deze zaak gezet. Zij willen weten wat het motief was van deze misdaad en waarom de kofferbak van de auto vol nagemaakte medicijnen ligt. Als er een andere vrouw wordt verkracht met dezelfde vergelijkbare sporen denken zij aan een serieverkrachter. Het laatste slachtoffer heeft de aanval overleefd en verklaard dat zij verkracht is door een politieagent nadat zij aangehouden was bij een routinecontrole. Samen met het openbaar ministerie willen zij koste wat het kost deze politieagent te pakken krijgen voordat hij nog meer slachtoffers maakt. De man laat het er niet bij zitten en ontvoert in politievermomming openlijk zijn overlevende slachtoffer in klaar daglicht; niemand steekt een hand uit om haar te helpen omdat ze denken dat het een legitieme arrestatie is. De politie weet maar net te voorkomen dat hij haar vermoordt; hij blijkt al twee dozijn vrouwen te hebben verkracht en gedood met behulp van zijn politievermomming. |              |                                                 |                      |                   | |
| 15. | Execution    | Judy McCreary                                   | Alex Zakrzewski      | 1 februari 2002   | Nick Chinlund - Matthew Linwood Brodus William Hill - Allen Cooper Laura Hughes - Hannah Cooper Ty Burrell - Alan Messinger Jerome Preston Bates - mr. Henderson                       |
| Over drie dagen wordt Matthew Brodus ter dood gebracht in een gevangenis. Stabler en Dr. Huang voeren een race tegen de klok om erachter te komen of Brodus ook een andere vrouw heeft verkracht en vermoord, zodat de ouders van het slachtoffer dit af kunnen sluiten. Er blijken inderdaad aanwijzingen, vooral als een ex-celmaat van Brody toegeeft dat deze over de verkrachtingsmoord had opgeschept. Uiteindelijk, enkele uren voor de executie, besluiten Stabler en Huang Brody zelf te ondervragen. Hij blijkt inderdaad meer te weten van de verkrachtingsmoord maar dan valt hij Stabler en Huang aan, waardoor de bewakers handhandig tussenbeide moeten komen en Brody bewusteloos slaan. Dit tot grote woede van de gevangenisautoriteiten want omdat Brody in een coma ligt mogen ze hem niet executeren. |              |                                                 |                      |                   | |
| 16. | Popular      | Stephen Belber Kathy Ebel                       | Jean de Segonzac     | 1 maart 2002      | Brittany Slattery - Cynthia Wilmont Ned Luke - mr. Wilmont Laura Stepp - Darlene Wilmont Christopher Orr - Ross McKenzie                                                               |
| Stabler hoort van zijn vrouw dat zij van een bevriende schoolverpleegster hoorde dat zij een veertienjarige scholiere heeft behandeld die verkracht is. De verpleegster weigert dit aan te geven aan de politie en familie vanwege haar beroepsgeheim. Stabler besluit toch om op onderzoek te gaan met behulp van zijn partner Benson. Zij ontdekken dat het slachtoffer samen met haar klasgenotes betrokken was met alcohol en drugs; in ruil voor orale seks boden oudere jongens ze drank aan. Dit gegeven verontrust Stabler en zijn familie aangezien hij ook kinderen heeft die in deze leeftijd zitten. Uiteindelijk blijkt dat het vriendje van het meisje erg populair was en dat het meisje hem ook als vriendje wilde houden om ook populair te zijn. Hier maakte het vriendje misbruik van door haar aan zijn beste vriend aan te bieden 'omdat het zijn verjaardag was,' de beste vriend van het vriendje blijkt hiermee de dader. |              |                                                 |                      |                   | |
| 17. | Surveillance | Jeff Eckerle                                    | Steve Shill          | 8 maart 2002      | Emily Deschanel - Cassie Germaine Michael Nader - Robert Prescott Robert Bogue - Kevin Wilson Peter Hermann - Trevor Langan                                                            |
| Een jonge celliste, Cassie Germain', werd aangevallen in haar appartement. Benson en Stabler gaan op onderzoek uit en hebben speciale interesse in haar dirigent Robert Prescott. Zij ontdekken dat Prescott betrokken is in het maken van amateur erotische films, en in het appartement van het Germaine hangen in elke kamer verborgen camera’s die geïnstalleerd zijn door een stalker. Prescott blijkt niets met de stalking te maken te hebben maar de stalker, Terry, is niet gewelddadig en beeldt zich een liefdesrelatie met Cassie in. Diens huisbazin Aimee blijkt echter op haar beurt obsessief verliefd op Terry. Zij is de agressor van Cassie geweest, en probeert haar nadien neer te schieten. Wanneer de politie, die Terry nog steeds verdenkt, hem wil arresteren, vermoordt ze Terry. Als Aimee Terry niet kan krijgen, dan zal niemand hem krijgen. |              |                                                 |                      |                   | |
| 18. | Guilt        | Tara Butters Michele Fazekas                    | David Platt          | 29 maart 2002     | Kay Lenz - Linda Cavanaugh Bret Harrison - Sam Cavanaugh Ned Eisenberg - Roger Kressler Lee Pace - Benjamin Tucker                                                                     |
| Assistent-officier van justitie Cabot werkt met een onwillige getuige en diens moeder in een zaak tegen een kindermisbruiker. De jongen is een emotioneel wrak door het jarenlange misbruik en neemt een overdosis medicijnen, waardoor hij in coma raakt en gereduceerd wordt tot een kasplantje. Cabot raakt in bewijsnood en gaat vervolgens te ver in het vinden van bewijs tegen de misbruiker. Zij stuurt Benson en Stabler naar het huis van de getuige voor een illegale huiszoeking en dit kost bijna haar en de rechercheurs hun carrière. Omdat de huiszoeking niet in het huis van de verdachte was wordt het bewijs toegelaten en wordt de kindermisbruiker veroordeeld. Maar het neemt Cabot's schuldgevoel over de jongen niet weg, en haar baas zegt dat het ook nooit zal weggaan. |              |                                                 |                      |                   | |
| 19. | Justice      | Dawn DeNoon Lisa Marie Petersen                 | Juan José Campanella | 5 april 2002      | Valerie Mahaffey - Brook Thornburg Keir Dullea - rechter Walt Thornburg Welker White - Erin Jamie Hector - Doc                                                                         |
| Een jonge vrouw wordt zwaar gewond op de spoedeisende hulp binnen gebracht, waar ze uiteindelijk komt te overlijden aan hoofdletsel door een slag met een fles gevolgd door een val. Ze blijkt ook verkracht te zijn. Benson en Stabler worden op de zaak gezet, na lang zoeken naar de identiteit van de vrouw komen zij achter haar naam, het blijkt een stiefdochter van een rechter te zijn, die nadien wordt neergeschoten. Deze rechter staat bekend om zijn harde straffen voor seksmisdaden. Verder onderzoek wijst uit dat zij een penvriend in de gevangenis had, deze penvriend zit daar dankzij deze rechter. Ze beloofde hem de seks van zijn dromen in ruil voor een gunst: de aanslag op haar stiefvader. Het blijkt geen verkrachting maar een wraakactie te zijn; de rechter had haar misbruikt op haar 11e en misbruik van zijn bevoegdheden gemaakt door haar in een tuchtschool te stoppen toen ze zwanger bleek. De dader van de fatale aanval was echter niet de penvriend maar haar moeder, die ze in een confrontatie alles had verteld. De moeder kon hier niet mee omgaan en in een opwelling sloeg ze haar dochter dood met een fles. |              |                                                 |                      |                   | |
| 20. | Greed        | Robert F. Campbell Jonathan Greene              | Constantine Makris   | 26 april 2002     | Henry Winkler - Edwin Todd / Edward Crandall Mary Beth Hurt - Jessica Blaine-Todd Roy Thinnes - Curtis Johansen Louis Mustillo - manager van slotenmakerwinkel                         |
| Als een vrouw verkracht en bijna doodgeslagen wordt gevonden op de keukenvloer, gaan Benson en Stabler op onderzoek uit. Het alarm stond uit, wat betekent dat de dader waarschijnlijk een bekende was. Een aantal weken eerder vond er een overeenkomende verkrachting plaats en de rechercheurs denken daarom dat er een serieverkrachter actief is. Maar al snel leiden de bewijzen hen naar een sinistere samenzwering. Haar man blijkt een oplichter die met haar getrouwd is om haar geld te stelen, bovendien wist hij dat hij haar enig erfgenaam was. Een vrouwelijke handlangster, ook onder valse voorwendselen getrouwd met een rijke man, had de vrouw proberen dood te slaan en sperma van haar man op haar lichaam achtergelaten om het een verkrachting te doen lijken. De twee oplichters vallen uiteindelijk door de mand doordat ze in Mexico al met elkaar getrouwd waren, waardoor beide huwelijken nietig zijn. |              |                                                 |                      |                   | |
| 21. | Denial       | Judy McCreary                                   | Steve Shill          | 11 mei 2001       | Mary Steenburgen - Grace Rinato Martha Plimpton - Claire Rinato Estelle Parsons - Rose Rinato J. Kyle Manzay - Malcolm                                                                 |
| Als Claire, een drugsverslaafde wordt verkracht op een feestje, gaan Benson en Stabler op onderzoek uit. De dader is snel achterhaald, maar in haar handtas vinden zij een ontbindende vinger van een baby. Zij vermoeden dat het slachtoffer informatie achterhoudt om zo haar moeder en oma te beschermen. De baby blijkt Claire's zusje Lisa, dat is doodgeslagen en wiens lichaam haar moeder had verstopt. Claire beschuldigt haar moeder ervan de baby te hebben gedood, maar de moeder wijst naar Claire. De doorbraak komt wanneer de oma verklaart dat de moeder voor Claire een jongetje, Anthony, had gehad, dat ze eveneens had gedood; ze kon het huilen van baby's niet verdragen. Ondertussen probeert Tutuola Claire van de drugs af te krijgen, en krijgt hij haar zo ver naar een afkickcentrum te gaan. |              |                                                 |                      |                   | |
| 22. | Competence   | Robert F. Campbell Jonathan Greene Jeff Eckerle | Jud Taylor           | 10 mei 2002       | Lois Smith - Rebecca Tolliver Andrea F. Friedman - Katie Tolliver James Badge Dale - Danny Jordan Matt DeCaro - mr. Cheney Peter Hermann - Trevor Langan                               |
| Als een vrouw aangifte komt doen bij de afdeling SVU van verkrachting van haar tweeëntwintigjarige dochter nemen Benson en Stabler haar verklaring op. Zij komen er al snel achter dat haar dochter het syndroom van Down heeft en niets weet van seks. Haar moeder vermoedt dat een verkrachter misbruik van haar onschuldigheid heeft genomen. Een vriend van de dochter heeft ook het syndroom van Down en wil haar helpen met het opvoeden van de aankomende baby. De moeder wil dat haar dochter een abortus ondergaat omdat zij het niet op kan brengen om dadelijk ook voor een baby te zorgen die waarschijnlijk ook het syndroom van Down heeft. Nu is het aan de rechters of de moeder haar zin krijgt aangezien de dochter, gesteund door de leider van haar verblijfcentrum voor gehandicapten, de baby wil houden. Uiteindelijk blijkt de dader een winkelier waar ze werkt en die al meerdere gehandicapte meisjes misbruikt heeft. Ook houdt ze de baby; hij blijkt niet gehandicapt. |              |                                                 |                      |                   | |
| 23. | Silence      | Patrick Harbinson                               | Steve Shill          | 17 mei 2002       | Eric Stoltz - priester Michael Sweeney Patrick Collins - bisschop Mallinson Ned Eisenberg - Roger Kressler Jordan Charney - Rory O'Halloran Charlayne Woodard - zuster Peg             |
| Als er een moord plaatsvindt in een kerk gaan Benson en Stabler op onderzoek uit. Als zij de moordenaar vinden leren zij dat diens intentie 'slechts' vandalisme en het te kijk zetten van een priester was; de doodslag was een ongeluk doordat het slachtoffer net op de verkeerde plaats was en de dader lukraak uithaalde met een zaklamp. Betreffende priester was Vader Michael de werkelijke misbruiker beschermde. Deze had het misbruik bij Vader Michael opgebiecht, waardoor het onder het biechtgeheim viel. Het verwijt tegen Vader Michael was dan ook dat hij de misbruiker beschermde en de slachtoffers niet. Uiteindelijk komt Vader Michael onder druk van Elliot Stabler tot inkeer. In het besef dat dit hem zijn priesterschap zal kosten, wijst hij de ware dader aan: het is de bisschop zelf. |              |                                                 |                      |                   | |